# Hippocampus barbouri
Hippocampus barbouri is een  straalvinnige vissensoort uit de familie van zeenaalden en zeepaardjes (Syngnathidae). De wetenschappelijke naam van de soort is voor het eerst geldig gepubliceerd in 1908 door Jordan & Richardson.
De soort staat op de Rode Lijst van de IUCN als Kwetsbaar, beoordelingsjaar 2002. De omvang van de populatie is volgens de IUCN dalend.